# Isla George Dog
La Isla George Dog (en español antiguamente Isla de la Perra y en inglés: George Dog Island) es una isla deshabitada de las Islas Vírgenes Británicas en el Caribe. Se encuentra en un pequeño subgrupo de islas conocidas como  The Dogs ("Los Perros"; que incluyen "Little Seal Dog Island" y "West Dog Island") al noroeste de la isla Virgen Gorda.
En el lado noroeste de la isla se localiza un popular sitio de buceo conocido como "Bronco Billy". El sitio alcanzó cierto grado de fama cuando Jacques Cousteau declaró que era su lugar favorito en el territorio, por delante de los sitios de buceo más famosos.